# Biofeltterapi
Biofeltterapi en alternativ behandlingsform, der påstås at kunne behandle af alle former for ubalancer i det såkaldte biofelt. Biofeltterapiens meget enkle teknikker påstås velegnet til lindring af kroniske og periodiske smerter. Biofeltterapi fungerer ved, at biofeltterapeuten arbejder med hænderne direkte i hvad der opfattes som biofeltets "energiophobninger". Efterhånden som "energiophobningerne" mindskes, skulle der kunne ske en øjeblikkelig lindring af smerterne.
Biofelt er for tilhængere af biofeltterapi et livsfelt. Biofeltet påstås at være en elektricitet, som eksisterer i alle levende organismer. Biofeltet skulle således gennemstrømme vores legeme og række en del udenfor legemet. Biofeltet skulle derved fortælle noget om vores helbredstilstand, og sygdomme skulle derfor vise sig som energiophobninger. Det er disse energiophobninger, biofeltterapeuten arbejder i for at få en bedring.
Teknikkerne, som bruges i biofeltterapi, er udviklet og formidlet gennem foredrag, kurser, radio og TV af Jan Petersen igennem årtier og navnet BioFeltTerapi er et varemærke (TM).
| Pseudovidenskab | Spire Denne artikel om pseudovidenskab er en spire som bør udbygges. Du er velkommen til at hjælpe Wikipedia ved at udvide den. |